# Wentz Eiji
Wentz Eiji (ウエンツ瑛士  Anh Sĩ ) (sinh ngày 08 tháng 10 năm 1985) là một ca sĩ, nhạc sĩ, diễn viên Nhật Bản. Anh sinh ra tại Mitaka, Tokyo. Anh mang trong mình dòng máu của ba nước Mỹ - Đức - Nhật. Anh thuộc quyền quản lý của công ty Evergreen Entertainment và Burning Production (đồng quản lý nhưng Burning là quản lý chính). Là thành viên của nhóm nhạc WaT cùng với bạn thân là Koike Teppei (đã tan rã).

## Lịch sử
- 1989
  - Bắt đầu là người mẫu quảng cáo từ lúc 4 tuổi. Sau đó tích cực tham gia quảng cáo cho nhiều tạp chí, quảng cáo.
- 1994
  - Tham gia diễn xuất lần đầu tiên trong vở kịch Beauty and the Beast trong vai nhân vật Chip (sau đó một lần nữa lúc 9 tuổi).
- 1995
  - Tham gia chương trình dành cho trẻ em nổi tiếng vào bấy giờ của đài NHK Tensai Terebi kun, và xuất hiện 5 năm và khi ấy anh rất nổi tiếng.
  - Tham gia Kohaku lần thứ 46 của đài NHK (diễn viên múa phụ họa).
- 1996
  - Tham gia vào PV bài hát IN SILENT của LUNA SEA
- 1998
  - Tham gia Kohaku lần thứ 49 của đài NHK (diễn viên múa phụ họa).
- 2000
  - Tốt nghiệp chương trình Tensai Terebi kun.
  - Tham gia CM 森の水だより〜美少年編 (Coca-Cola).
  - Tạm thời ngừng tham gia vào làng giải trí.
- 2001
  - Vào học tại trường THPT Sakuragaoka.
  - Tham gia trởlại vào ngành giải trí
- 2002
  - Tham gia Taiga drama Toshiie to Matsu trong vai Mori Ranmaru.
  - Gặp gỡ Koike Teppei, bắt đầu thành lập WaT. Thời gian làm nghệ sĩ đường phố bắt đầu.
- 2004
  - Tốt nghiệp trường THPT Sakuragaoka.
  - Ra mắt Indie CD Sotsugyou TIME (WaT).
- 2005
  - Tham gia bộ phim Tadashii Renai no Susume của đài TBS trong vai Hiroaki Takeda. Nhờ vai diễn này, năm đó anh nhận được giải thưởng Drama Academy Awards lần thứ 47
  - WaT ký hợp đồng với Universal Music vào tháng 8, phát hành single đầu tiên Boku no Kimochi vào tháng 11 (02/11), và đạt được hạng 2 trong bảng xếp hạng Oricon. Là nhóm nhạc có thời gian ra mắt single đầu tay ngắn nhất và xuất hiện trên chương trình Kohaku Uta Gassen của đài truyền hình NHK.
- 2007
  - Ra mắt single mới Awaking Emotion 8/5
  - Tham gia trong phim Gegege no Kitaro trong vai Kitaro. Single mới của anh cũng chính là theme song của bộ phim.
- 2008
  - Giành giải thưởng Nihon Academy Sho lần thứ 31
  - Tham gia bộ phim Gegege no Kitaro: Sennen Noroi Uta trong vai Kitaro.
- 2010
  - Ra mắt cuốn tiểu luận của mình Deki Sokonai no Chi

## Sự nghiệp

### Đĩa đơn
| STT | Tiêu đề                                | Romaji                               | Dịch nghĩa                          | Ngày phát hành | Tracklist | Vị trí cao nhất trên Oricon | Ghi chú                                                                 |
| --- | -------------------------------------- | ------------------------------------ | ----------------------------------- | -------------- | --- | --------------------------- | ----------------------------------------------------------------------- |
| 1   | ラッキーでハッピー/君に贈る歌          | Rakkii de Happii / Kimi ni Okuru Uta | Lucky de Happy / Bài hát gửi đến em | 14/02/2007     | 1. 君に贈る歌 (Kimi ni Okuru Uta) - Koike Teppei *Nhạc và Lời: Koike Teppei 2. ラッキーでハッピー (Lucky de Happy) - Wentz Eiji *Nhạc và lời: TSUKASA 3. 君に贈る歌 (Kimi ni Okuru Uta) <Instrumental> 4. ラッキーでハッピー (Lucky de Happy) <Instrumental>       | 2                           | Bài hát Kimi ni Okuru Uta là của Teppei.                                |
| 2   | Awaking Emotion 8/5 / my brand new way |                                      |                                     | 25/04/2007     | 1. Awaking Emotion 8/5 - Wentz Eiji *Nhạc: Curious K *Lời: Wentz Eiji, Kiyoto Komatsu 2. my brand new way - Koike Teppei 3. Awaking Emotion 8/5 <Instrumental> 4. my brand new way <Instrumental>5. ゲゲゲの鬼太郎 (Gegege no Kitaro) - Koike Teppei (Bonus Track) | 4                           | Bài hát Awaking Emotion 8/5 là theme song của bộ phim Gegege no Kitaro. |

### PV
- "IN SILENCE" - LUNA SEA (1996).
- "I wanna be…" - MIKIKO (2002).
- "Doonatsu ni Shisu" - HiGE (2007).
- "egg one", "end of the world" - sunny-side up (2007)..

### Chương trình truyền hình
Hiện tại 
- Kayou Supuraizu (NTV, từ 07/04/2009 ~ -).
- Sukkiri!!! - WE News (NTV, từ 04/2011 -).
- Sekai ga odoroita Nippon! Sugo 〜 idesune! ! Shisatsu-dan (TV Asahi, từ 14/04/2014 ~ -).
- Chin shumoku No.1 wa dareda? Piramiddo dabi (TBS).

 Quá khứ 
 Chương trình tạp kĩ 
- HAYAMI ENGLISH NETWORK (Chukyo TV).
- Tensai Terebi kun (NHK Kyouiku TV, 1995 - 2000).
- Chikaranokagiri gogogo (Fuji TV).
- Shuukan! Toku da 〜 ne kazoku! ! (NTV).
- Puriti kizzu (Tokyo TV).
- Hana takatengu! ! (TBS).
- Barioku! (NTV).
- Ama ni mo make zu (Fuji TV). (WaT tham gia chương trình này)
- D no gekijou 〜 unmei no jajji 〜 (Fuji TV).
- Dokusen! Kinyoubi no kokuhaku (Fuji TV).
- Jinsei motto mankitsu awaa toki meke! U~iikuwandaa (Fuji TV).
- IQ Sapuri (Fuji TV).
- Ainori (Fuji TV).
- Kentei Japan (Fuji TV).
- Atarashii nami 16 (Fuji TV).
- Honne no dendou! ! Shinsuke ni wa wakaru mai~tsu (Fuji TV).
- Usohonti (Fuji TV).
- Matsuoka shuuzou no jounetsu chaji nekketsu! Honki oen-dan (TV Asahi).
- Guruguru naintinain (NTV).
- Onegai! Rankingu GOLD (TV Asahi).

 Chương trình thông tin 
- F2 . F2-X (Fuji TV).
- Sakiyomi LIVE (Fuji TV).

 Chương trình âm nhạc 
- Best Hit Kayousai (ytv).

 Chương trình khác 
- Ponkikki (Fuji TV).
- Sekai Fureai Machi Aruki (NHK BS Premium).
- Sekai no keiba (NHK BS1).
- Kiji ma ryuuta no kobara ga sukimashita! (NHK ETV).

### Phim truyền hình
- Kyuumei senshi nanoseiba (09/04/1997 ~ 22/01/1998, NHK, Tensai Terebi kun) - Toru Okishi.
- Toshiie to Matsu (06/01 ~ 15/12/2002, NHK) - Ranmaru Mori.
- Tantei kazoku (13/07 ~ 14/09/2002, NTV) - Tomoda Yuuki.
- Gokusen (22/05/2002, NTV) - Masato Yuki (tập 6).
- Raion Sensei (13/10 ~ 15/12/2003, NTV) - Furuta Takumi.
- Fujiko Hemingu no Kiseki (17/10/2003, Fuji TV) - Ōtsuki Urufu.
- Aa, Tantei Jimusho (02/07 ~ 17/09/2004, TV Asahi) - Inaba Yusuke (tập 3) .
- Tadashii Renai no Susume (05/09 ~ 14/10/2005, TBS) - Takeda Hiroaki.
- Rondo (15/01 ~ 22/01/2006, TBS) - Masato Toda (tập 1, 2).
- Kirakira Kenshūi (11/01 ~ 22/03/2007, TBS) - Tachioka Ken.
- Nodame Cantabile in Europe Lesson 1 & 2 (04/01 ~ 05/01/2008, Fuji TV) - Frank.
- Wagaya no Rekishi (09/04 ~ 11/04/2010, Fuji TV) - Maruyama Akihiro.
- Enzerubanku 〜 tenshoku dairinin (14/01 ~ 11/03/2010, TV Asahi) - Taguchi Ryouta.
- Nagasawa-kun (01/04 ~ 30/09/2013, TBS) - Hanawa-kun.

### Movie
- Kamen Rider The First (05/11/2005) - Mitamura Haruhiko.
- Lovely Complex (15/07/2006) (Cameo, cổ động viên).
- My Favorite Girl (20/12/2006) - Odagiri Kai (chung với Koike Teppei).
- Captain Tokio (17/02/2007) - Furuta.
- Gegege no Kitaro (28/04/2007) - Kitaro.
- Gegege no Kitarō: Sennen Noroi Uta (05/10/2008) - Kitaro.
- Nodame Cantabile: Saishuu Gakushou (19/12/2009, 17/04/2010) - Frank.
- Tiger Mask (09/11/2013) - Naoto Date / Tiger Mask.
- Henry Mittwer Zen to Hone (2017) - Henry Mittwer lúc trẻ.

### Anime
- Brave Story (08/07/2006) - Ashikawa Mitsuru.

### Lồng tiếng
- Twilight special edition (12/11/2010) - Edward Cullen.
- Arthur Christmas (23/11/2011) - Arthur Christmas.
- Jack the Giant Slayer (22/03/203) - Jack.

### Kịch và nhạc kịch
- Beauty and the Beast (1995, 1996) - Chip.
- Ame no natsu, san jū-ri no Juliet ga kaette kita (2009) - Kitamura Jirou.
- Nazotoki wa dinner no ato de (31/08 ~ 09/09/2012) - Kazamatsuri keibu.
- Tensai shitsuji jīvusu (04/07 ~ 13/07/2014) - Bertie Wooster.
- Scott and Zelda (17/10 ~ 01/11/2015) - Scott Fitzgerald.
- A Gentleman's Guide to Love and Murder (04/2017) - Monty Navarro (W-cast).

### Sách
- Deki Sokonai no Chi (2010).
- "Zetsubou sedai" wa koufukude ii noda! (2012).